# Megophrys mangshanensis
Espèce
Synonymes
- Xenophrys mangshanensis (Ye & Fei, 1990)

Statut de conservation UICN

 NT  : Quasi menacé
Megophrys mangshanensis est une espèce d'amphibiens de la famille des Megophryidae.

## Répartition
Cette espèce est endémique du Sud-Est de la République populaire de Chine. Elle se rencontre entre 300 et 1 000 m d'altitude dans le sud de la province du Hunan et dans le nord de la province du Guangdong,.

## Étymologie
Son nom d'espèce, composé de mangshan et du suffixe latin -ensis, « qui vit dans, qui habite », lui a été donné en référence au lieu de sa découverte, le mont Mang (Mangshan) dans le  xian de Yizhang au Hunan.

## Publication originale
- Fei, Ye & Huang, 1990 : Key to Chinese Amphibians. Chongqing, China, Publishing House for Scientific and Technological Literature, p. 1-364.